# یان مویر
یان مویر (انگلیسی: Ian Muir؛ زادهٔ ۵ مهٔ ۱۹۶۳) بازیکن فوتبال اهل بریتانیا است.
از باشگاه‌هایی که در آن بازی کرده‌است می‌توان به باشگاه فوتبال استراتفورد تاون، باشگاه فوتبال ترانمره راورز، باشگاه فوتبال برنلی، باشگاه فوتبال کویینز پارک رنجرز، باشگاه فوتبال سوئیندون تاون، باشگاه فوتبال دارلینگتون، باشگاه فوتبال نانیتون تاون، باشگاه فوتبال برایتون اند هوو آلبیون، و باشگاه فوتبال بیرمنگام سیتی اشاره کرد.